# Principato di Lucca e Piombino
Il principato di Lucca e Piombino fu uno stato creatosi dall'unione del Principato di Piombino assegnato da Napoleone I alla sorella Elisa ed al cognato Felice Baciocchi il 18 marzo 1805, con la Repubblica di Lucca ceduta anch'essa ai Baciocchi il 24 giugno 1805. Il principato ebbe una durata di circa dieci anni.

## Storia
(Con queste parole, pronunciate da Anna Pàvlovna Scerer e rivolte al Principe Vassilij inizia il famoso romanzo Guerra e Pace di Lev Tolstoj. Il grande scrittore russo si riferisce proprio all'atto con cui Napoleone I volle creare il Principato di Lucca e Piombino.)

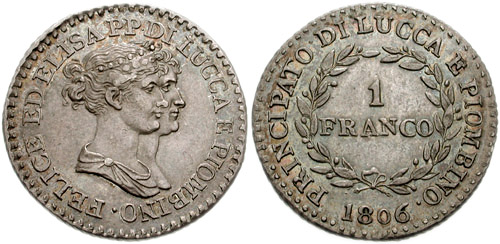
Principato di Lucca e Piombino: moneta in argento da 1 Franco di Lucca (1806) con i profili di Elisa e Felice

La Repubblica di Lucca fu occupata, nel 1799, dalle truppe francesi comandate dal generale Jean Mathieu Philibert Sérurier. Immediatamente il sistema istituzionale fu mutato e, abolito il regime aristocratico, ne fu imposto un altro democratico di modello francese, salvo poi tornare all’oligarchia dopo pochi mesi. Nel 1805 Napoleone, desideroso di dare un regno alla sorella Elisa, assegnò a suo marito Felice Baciocchi l'antico principato di Piombino, privato dei possedimenti dell'Elba, Pianosa e Montecristo annessi direttamente alla Francia via Corsica. Nei mesi seguenti la Francia costrinse il Senato della repubblica di Lucca a chiedere all'imperatore che il governo dello Stato fosse affidato ad un principe. In tal modo Felice divenne anche sovrano di Lucca, dando origine al principato di Lucca e Piombino. Lucca fu la capitale ed Elisa, molto più del consorte, si occupò con competenza degli affari pubblici.
Lo Statuto costituzionale prevedeva, assieme ai principi, due ministri, un segretario di stato, e un senato cooptato di 36 membri. L’intera costruzione era comunque uno stato fantoccio: non solo a segretario, una sorta di primo ministro, fu nominato il francese Jean–Baptiste Froussard, ma tutta la vita politica di svolgeva sotto l’occhio vigile dell’ambasciatore transalpino Claude Joseph Parfait Derville-Malechard. Il trattato di Presburgo rescisse i seppur formali rapporti col Sacro Romano Impero.
Nel 1806 l'ex ducato di Massa e Carrara e la Garfagnana, già compresi nel regno d'Italia, vennero ceduti al principato. In tal modo si creò un territorio continuo posto tra la Lunigiana e la bassa valle del Serchio. Comprendeva quasi tutte le Alpi Apuane, una parte dell'Appennino ed era ricco di acque, foreste e marmi pregiati. Piombino invece era un'exclave, posta oltre cento chilometri più a sud, lungo la costa tirrenica, ed aveva una certa importanza per la lavorazione ed il commercio del ferro proveniente dalle miniere elbane. L'exclave era circondata dal regno d’Etruria, annesso dalla Francia nel 1807.
Il territorio venne suddiviso come segue:
1. Territorio di Lucca, Massa, Carrara e Garfagnana: inizialmente esso era organizzato in tre cantoni, Serchio (capoluogo Lucca), Littorale (capoluogo Viareggio) e Appennino (capoluogo Borgo a Mozzano). Il cantone dell'Appennino non va confuso con l'omonimo dipartimento dell'Impero, che occupava la vicina Lunigiana occidentale e aveva come centro principale Chiavari. In seguito all'accrescimento territoriale del 1806 si ebbe una suddivisione in tre prefetture, ovvero Lucca, Massa e Castelnuovo (con sede in Castelnuovo di Garfagnana).
2. Piombino: vi risiedeva un Governatore generale in rappresentanza del governo centrale. Il territorio si suddivideva in quattro cantoni, ossia Piombino, Scarlino. Suvereto e Buriano.

Nel 1809 i tre dipartimenti francesi dell'ex regno d'Etruria vennero affidati ad un governo unico posto in Firenze. Il potere di governare la nuova effimera struttura politica fu assegnato proprio a Elisa Bonaparte, che assunse il titolo di granduchessa di Toscana. Questo evento non significò l'annessione del principato alla Toscana e tanto meno alla Francia. I territori del principato non divennero mai dipartimenti dell'Impero, mantennero la loro moneta e i sudditi non furono sottoposti alla coscrizione obbligatoria, evitando dunque di dover combattere nelle campagne napoleoniche. Elisa, in taluni casi, si oppose per il possibile alle pretese del fratello mostrando un forte carattere ed autonomia.
Nel 1814, quando l'Impero si dissolse, Elisa cercò di salvare il principato, ma le truppe britanniche comandate da Lord William Bentinck si mossero alla volta di Lucca provocando la fuga della sovrana e la fine del suo Stato.
Dopo il Congresso di Vienna l'ex repubblica di Lucca divenne un ducato, Piombino fu annesso al granducato di Toscana, la Garfagnana tornò al ducato di Modena e Reggio (ad esclusione delle tre vicarie lucchesi di Gallicano, Castiglione e Minucciano), mentre gli stati di Massa e Carrara vennero ricostituiti sotto Maria Beatrice d'Este, erede, per parte di madre, dei Cybo-Malaspina, e, dopo la morte della duchessa nel 1829, furono in breve incorporati nei domini degli Austria-Este.